# Sitticus clavator
Sitticus clavator là một loài nhện trong họ Salticidae.
Loài này thuộc chi Sitticus. Sitticus clavator được Ehrenfried Schenkel-Haas miêu tả năm 1936.